# Arsenio Iglesias
Arsenio Iglesias Pardo (* 24. Dezember 1930 in Arteixo, Provinz A Coruña; † 5. Mai 2023) war ein spanischer Fußballspieler und -trainer.

## Karriere als Spieler
Als jüngster von neun Brüdern einer Bauernfamilie startete er seine Fußballerkarriere 1951 bei Deportivo La Coruña in der Primera División mit einem Spiel gegen den FC Barcelona, bei dem er auch prompt ein Tor schoss, für das er sich bei der damaligen Torhüterlegende Antoni Ramallets entschuldigte. Von 1951 bis 1957 war er Bestandteil der sogenannten década de oro (goldene Dekade) der Mannschaft aus A Coruña und war den Zuschauern unter den Spitznamen o mago de Arteixo (der Zauberer von Arteixo) und o zorro de Arteixo (der Fuchs von Arteixo) ein Begriff. 1957 holte ihn der damalige Trainer des CF Sevilla, Helenio Herrera, in die andalusische Hauptstadt. Nach nur einem Jahr verließ er aber den CF Sevilla und spielte noch acht weitere Jahre, bis er schließlich 1966 bei Albacete Balompié seine Karriere beendete.

## Karriere als Trainer
Bereits 1967 startete er seine Trainerlaufbahn bei der 2. Mannschaft von Deportivo La Coruña. 1970 wurde er Trainer der 1. Mannschaft von Deportivo La Coruña, nachdem die Vereinsführung den Vertrag mit Roque Olsen aufgelöst hatte. Er schaffte auf Anhieb den Aufstieg in die Primera División. Gleiches sollte ihm auch 1978 mit Real Zaragoza und 1991 wieder mit Deportivo La Coruña gelingen, nachdem die Mannschaft 18 Jahre lang in der Segunda División, Segunda División B und Tercera División verbracht hatte. Ab der Saison 1992/93 sollten seine größten Trainererfolge mit der Mannschaft, die allgemein als Super Depor bekannt wurde und aus Spielern wie Bebeto, Mauro Silva, Miroslav Đukić und Fran bestand, beginnen. Zwei Mal wurde er Vizemeister (1993/94 und 1994/95) und gewann 1995 die Copa del Rey, den ersten richtigen Titel für Deportivo La Coruña. Im Jahr des Titelgewinns beendete er seine Trainerlaufbahn bei Deportivo La Coruña, kehrte jedoch 1996 als Trainer wieder zum Vereinsfußball zurück und ersetzte bei Real Madrid den in der Mitte der Saison entlassenen Jorge Valdano bis zum Schluss der Saison. 2005 übernahmen er und Fernando Vázquez die Trainerposten bei der Galicischen Fußballauswahl.

## Erfolge als Trainer
- Spanischer Pokalsieger: 1995